# Петоредова шестоъгълна панова пита
Петоредовата шестоъгълна панова пита е правилна паракомпактна пита. На всеки има 20 шестоъгълни пана. Връхната фигура е правилен икосаедър, ръбовата – правилен петоъгълник. Има безброй шестоъгълници. Дуалната пита е шесторедова дванадесетостенна пита.

## Свързани пити
- шестстотиноклетъчник
- петоредова кубична пита
- петоредова дванадесетостенна пита
- петоредова шестоъгълна панова пита

### Правилни паракопактни пити
- шестоъгълна панова пита
- шесторедова четиристенна пита
- четириредова шестоъгълна панова пита
- шесторедова кубична пита
- петоредова шестоъгълна панова пита
- шесторедова дванадесетостенна пита
- шесторедова шестоъгълна панова пита
- триъгълна панова пита
- квадратна панова пита
- четириредова осмостенна пита
- четириредова квадратна панова пита